# Adam Przechrzta
Adam Janusz Przechrzta (ur. 14 kwietnia 1965 w Zabrzu) – polski historyk oraz pisarz fantasy, doktor nauk humanistycznych.

## Życiorys
Ukończył studia historyczne. W 2001 r. na podstawie pracy Antypaństwowa działalność komunistów w oczach polskich służb specjalnych 1918-1939 uzyskał stopień doktora na Uniwersytecie Zielonogórskim. Autor artykułów na temat służb specjalnych, walki nożem i okinawańskiego karate. Interesuje się działaniami służb specjalnych i cybernetyką.
W prozie fantastycznej zadebiutował w 2006 r. w magazynie „Nowa Fantastyka” opowiadaniem Pierwszy krok, które rozwinął w powieść, wydaną pod tym samym tytułem w 2008 r. nakładem wydawnictwa „Fabryka Słów”. We wrześniu 2007 r. magazyn „Science Fiction” opublikował jego opowiadanie Alchemik, wydane w 2009 r. jako część powieści Chorągiew Michała Archanioła. Następnie wydał zbiór opowiadań Wilczy Legion (2009) przedstawiających alternatywną rzeczywistość okresu międzywojennego, widzianą oczyma pracowników polskiego wywiadu i kontrwywiadu. Pilotażowe opowiadanie z tego zbiorku, noszące taki sam tytuł, ukazało się w numerze 8/2008 „Nowej Fantastyki”. W 2010 r. nakładem Fabryki Słów ukazała się powieść Białe noce, stanowiąca kontynuację Chorągwi Michała Archanioła.
Następnie przystąpił do realizacji dużego cyklu powieściowego, którego głównym bohaterem jest Aleksander Razumowski, oficer GRU. Autor przedstawił w tle wojennej i sensacyjnej powieści bezlitosny świat NKWD, GRU, walk pomiędzy wywiadami oraz polityczne czystki czasów stalinowskich. Do tej pory ukazało się pięć części tego cyklu: Demony Leningradu (2011), dwa tomy Demonów wojny (2013-2014), Demony czasów pokoju (2015) oraz Demony zemsty. Abakumow (2019), Demony zemsty. Beria (2020), W przygotowaniu są dalsze.
Powieść Gambit Wielopolskiego, będąca swego rodzaju rozrachunkiem z polskimi powstaniami XIX wieku, została opublikowana w 2013 r. przez Narodowe Centrum Kultury. Za powieść tę otrzymał Srebrne Wyróżnienie Nagrody Literackiej im. Jerzego Żuławskiego w 2014 r.
Jest żonaty, ma dwójkę dzieci.

## Twórczość

### CyklDepozytariusz Chorągwi Archanioła
- Chorągiew Michała Archanioła, Fabryka Słów, Lublin 2009
- Białe noce, Fabryka Słów, Lublin 2010

### CyklO Razumowskim
- Demony Leningradu, Fabryka Słów, Lublin 2011
- Demony wojny, część 1, Fabryka Słów, Lublin 2013
- Demony wojny, część 2, Fabryka Słów, Lublin 2014
- Demony czasu pokoju, Fabryka Słów, Lublin 2015
- Demony zemsty. Abakumow, Fabryka Słów, Lublin 2019
- Demony zemsty. Beria, Fabryka Słów, Lublin 2020

### CyklMateria Prima
- Adept, Fabryka Słów, Lublin 2016
- Namiestnik, Fabryka Słów, Lublin 2017
- Cień, Fabryka Słów, Lublin 2018

### CyklMateria Secunda
- Sługa krwi, Fabryka Słów, Lublin 2021
- Sługa honoru, Fabryka Słów, Lublin 2022
- Sługa cesarstwa, Fabryka Słów, Lublin 2023

Cykl Mons Viridis Magicus
- Antykwariat pod Salamandrą, Fabryka Słów, Warszawa 2024
- Mroczne drogi, Fabryka Słów, Warszawa 2025

Pozostałe powieści:
- Pierwszy krok, Fabryka Słów, Lublin 2008
- Wilczy legion, Fabryka Słów, Lublin 2009
- Gambit Wielopolskiego, Narodowe Centrum Kultury, Warszawa 2013

Opowiadania:
- Pierwszy krok, „Nowa Fantastyka”, 5/2006
- Gothique, „Nowa Fantastyka”, 10/2006
- Pierwszy krok 2, „Fantastyka – wydanie specjalne”, zima 4/2006
- Mrok nad Warszawą, „Nowa Fantastyka”, 2/2007
- Alchemik, „Science Fiction, Fantasy i Horror”, 23/2007
- Diabolique, „Nowa Fantastyka”, 6/2007
- Agentes in rebus [w:] A.D.XIII, Lublin: Fabryka Słów, 2007
- Mistrz miecza, „Fantastyka – wydanie specjalne”, 3/2007
- Zachodnia czysta kraina, „Nowa Fantastyka”, 1/2008
- Wilczy Legion, „Nowa Fantastyka”, 8/2008
- Smak apokalipsy [w:] Nowe idzie, Warszawa: Powergraph, 2008
- Wycieczka z przewodnikiem, „Nowa Fantastyka”, 1/2009
- Demony Leningradu, „Fantastyka – wydanie specjalne”, 1/2010
- Gambit Wielopolskiego, „Nowa Fantastyka”, 1/2011

Artykuły:
- Sapkowski i inni czyli fantasy a rzeczywistość, „Nowa Fantastyka”, 10/2006
- Tajemne praktyki i magiczne rytuały w walce, „Nowa Fantastyka”, 7/2007 (dostępny też na onet.pl)
- Sport o poranku czyli o pojedynkach słów kilka, „Nowa Fantastyka”, 2/2008 (dostępny też na media.wp.pl).
- Nóż, czyli kto się boi chłodnej stali, „Fahrenheit”, 64/2008.